# Light (альбом)
Light — четвертий альбом українського гурту «ДахаБраха».

## Трекліст
1. Сухий дуб — 6:29
2. Specially for you — 6:05
3. Карпатський реп — 5:57
4. Жаба — 8:14
5. Тьолки — 3:46
6. Колискова — 5:47
7. Baby — 7:31
8. Please don't cry (кавер Concord Dawn) — 6:15
9. Бувайте здорові — 8:30

## Технічна інформація
- Запис здійснено на студії звукозапису: «SHUGAR STUDIO»
- Зведення — Ілля Галушко
- Продюсер запису, програмування (2, 5), гітара (7), ситара (9) — Юра Хусточка
- Директор — Влад Троїцький
- Арт-менеджер — Ірина Горбань
- Дизайн — Марко Галаневич